# Reforma, Quintana Roo
Reforma är en ort i Mexiko.   Den ligger i kommunen Bacalar och delstaten Quintana Roo, i den östra delen av landet, 1 100 km öster om huvudstaden Mexico City. Reforma ligger 23 meter över havet och antalet invånare är 992.
Terrängen runt Reforma är platt. Runt Reforma är det glesbefolkat, med 16 invånare per kvadratkilometer. Reforma är det största samhället i trakten. I omgivningarna runt Reforma växer i huvudsak städsegrön lövskog.